# 野澤節子
野澤 節子（のざわ せつこ、1920年（大正9年）3月23日 - 1995年（平成7年）4月9日）は、日本の俳人。

## 略歴
神奈川県横浜市生まれ、父龍太郎、母こづゑの長女として生まれる。
1932年（昭和7年）にフェリス和英女学校に入学するも、その翌年に脊椎カリエスを発病したため、中退。この病気は後の彼女の人生を大きく左右することとなる。病に臥した彼女は、哲学書を初めとした書物を濫読することになり、その中に俳句の出会いとなる松尾芭蕉の『芭蕉七部集』があった。その後、彼女が一生涯を慕う大野林火の『現代の俳句』に出会い、大きく人生を変えていった。
1939年には臼田亜浪主宰の「石楠」（しゃくなげ）に入会するが、それも雑詠欄の撰者が林火だったからであり、野澤二三子という号で投稿を行った。「石楠」は第二次世界大戦の影響で休刊するが、戦後の1946年（昭和21年）、林火が俳誌「濱」を創刊したことで、すぐに投句を始める。その翌年には第一回の賞を受賞したことで同誌の同人となった。
1955年には第一句集『未明音』を刊行。同年に第四回現代俳句協会賞を受賞した。1957年には宿痾であった脊椎カリエスが完治した。これを機に生け花も習うことになり、華道の先生として自立を果たし、また度々旅行にも出ることになる。その後も最大の理解者であった父の死や、師匠と慕い続けた林火の死という苦難を乗り越えつつ、数多くの句集を生み出し、また闘病記、旅行記や女性の俳句普及のために尽力し、手解き本なども執筆した。1971年には句集『鳳蝶』（牧羊社）にて第22回読売文学賞を受賞した。
1971年、「蘭」を創刊。編集長を務めた和田耕三郎などを育てる。
1995年（平成7年）4月9日、没。享年75。その翌年、遺作である句集『駿河蘭』（本阿弥書店）が刊行された。

## 作風
師匠の大野林火は、彼女の俳風を「清純にて清冽」と讃えている。しかし、その裏側には闘病生活の間で培われた「生」に執着する姿があり、度々本人が「いのち」という言葉を使うほど、激情と強い意思に満ちたものであると評される。また、現代女流俳人の飯島晴子は節子の俳風を「強い表現の中にも女性らしい嫋やかさがある」と高く評価しており、その内側には闘病のために外界と触れあう機会が限定的であったことが、より抒情的な俳風に大きく起因していると述べている。したがって、難病を克服した後は、表現の厳しさを持ち合わせながらも、段々と自在性の高い俳風に変化を遂げていった。

## 作品
- われ病めり今宵一匹の蜘蛛も宥さず
- 春昼の指とどまれば琴も止む
- 冬の日や臥して見あぐる琴の丈
- はじめての雪闇に降り闇に止む
- 天日も鬣吹かれ冬怒濤

### 著書
- 『未明音 句集』琅玕洞・浜叢書 1956
- 『花季 句集』牧羊社・浜叢書 1966
- 『耐えひらく心』講談社 1969
- 『鳳蝶 句集』牧羊社 1974
- 『野沢節子集』自註現代俳句シリーズ 俳人協会 1976
- 『飛泉 句集』牧羊社 1976 現代俳句女流シリーズ
- 『新編俳句歳時記 冬』編 講談社 1978
- 『存身 句集』角川書店 1983
- 『八朶集 句集』角川書店・現代俳句叢書 1983
- 『花の旅水の旅』牧羊社 1983
- 『女性のための俳句入門』角川選書 1984
- 『俳句添削読本』富士見書房 1987
- 『光波 野沢節子句集』ふらんす堂文庫 1992
- 『野沢節子（花神コレクション）』花神社 1992
- 『野沢節子 自選三百句』春陽堂書店・俳句文庫 1992
- 『蛍袋の花 随想集』北溟社 1994
- 『駿河蘭 野沢節子句集』野沢節子遺句集編集委員会編 本阿弥書店 1996
- 『鳳蝶 野沢節子句集』邑書林句集文庫 1996
- 『野澤節子集』松浦加古脚註 俳人協会・脚註名句シリーズ 2010
- 『野澤節子全句集』ふらんす堂 2015